# Fritz X
Fritz X var kælenavnet en kraftig styrtbombe, der var udviklet af Nazityskland under 2. verdenskrig. Bomben var radiostyret og designet til anvendelse fra bombefly mod skibe. Det var verdens første styrede bomde, der blev anvendt i kamp. Kælenavnet Fritz X blev benyttet af såvel de allierede som af Luftwaffe. Bomben blev også kaldt Ruhrstahl SD 1400 X, Kramer X-1, PC 1400X eller FX 1400. 

## Operationel brug
Fritz X blev først taget i brug i Middelhavet i 1943. Det første angreb i juli 1943 mod enheder i havnen i Augusta var ikke succefuldt, men bomben blev atter anvendt den 9. september 1943 mod den italienske flåde, der var sejlet mod Tunis efter, at Italien havde accepteret våbenhvile med de allierede dagen før. Luftwaffe sænkede med to bomber den italienske flådes flagskib, slagskibet Roma, hvorved 1.393 mand omkom, herunder den italienske flådes admiral, Carlo Bergamini. Hendes søsterskib, slagskibet Italia, blev kraftigt beskadiget ved angreet, men kunne sejle til Tunis ved egen kraft. 
Bomben blev anvendt ved et senere angreb den 9. september 1943 mod den amerikanske krydser USS Savannah, der blev ramt under landsætningen af tropper i Salerno. 197 mand omkom og krydseren blev kraftigt beskadiget. Royal Navys krydser HMS Uganda blev ramt af en Fritz X ud for Salerno den 13. september 1943. Bomben passerede gennem skibets syv dæk og kølen og eksploderede under kølen. 16 mand omkom og skibet måtte bugserede til værft for reparation af omfattende skader. Senere den 16. september 1943 blev det britiske slagskib HMS Warspite ramt ved Salerno, da en bombe passerede seks dæk, hvor den eksploderede. Yderligere en bombe eksploderede tæt på slagskibet, der tog store mængder vand ind og mistende al kraft. Skaderne var omfattende, men antallet af omkomne var blot 9 ved angrebet. Yderligere en amerikansk krydser blev beskadigt ed Salerno, da to bomber eksplodere tæt på krydseren Philadelphia.
Ved de første angreb havde de allierede ikke viden om, at der var tale om fjernstyrede bomber. Da dette senere gik op for de allierede, blev der udfoldet bestræbelser på at imødegå truslen, og der blev bl.a. udviklet udstyr, der kunne interferere (jamme) radiostyringen. Systemerne var først klar ved udgangen af september 1943 efter kampene i Salerno var overstået. Systemet var nogenlunde succesfuldt, men var mindre effektivt, når der blev bombet med et større antal bomber på en gang. Ved invasionen i Normandiet i 1944 var udstyret forbedret, ligesom de allierede overlegenhed i luften kunne holde de tyske bombefly væk fra flådeenhederne, og Fritz X spillede derfor ikke nogen større rolle i den resterende del af krigen. 